# Ritorno a Gor
Ritorno a Gor è un film del 1988 per la regia di John Cardos. È il seguito di Gor del 1987. Basato sul romanzo di John Norman, questo secondo capitolo però ha diverse differenze dal libro originale Outlaw of Gor, pubblicato per la prima volta nel 1967.

## Trama
Cabot deve far ritorno a Gor, dove il trono sembra essere insidiato da Xenos, il sommo sacerdote. Anche la regina Lara però ha grandi ambizioni.